# Siard Nosecký

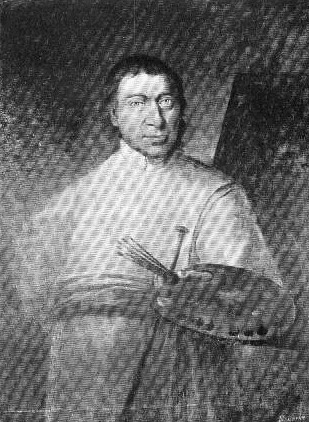
Siard Nosecký

Franz Siard Nosecký (auch: Franz Siard von Nossek; * 12. April 1693 in Prag; † 28. Januar 1753 ebenda) war ein böhmischer Freskomaler und Chorherr des Prämonstratenser-Chorherrenstiftes Strahov. Die Fresken des „Theologischen Saals“ der dortigen Bibliothek wurden von ihm in den Jahren 1723–1727 gemalt.

## Werke (Auswahl)
- Prag, Kloster Strahov, diverse Fresken im Theologischen Bibliothekssaal (1723–1727)[1]
- Prag, Kirche der Schmerzensreichen Mutter Gottes (Prag), Pietá
- Plandry (Preitenhof) bei Iglau, Wallfahrtskapelle des hl. Johannes von Nepomuk, Deckenfresko